# MoneyGram
MoneyGram International Inc. – amerykańska spółka zajmująca się przekazami pieniężnymi z siedzibą w Dallas w stanie Teksas. Firma posiada centra operacyjne w St. Louis Park w stanie Minnesota i w Warszawie oraz oddziały lokalne i regionalne na całym świecie. MoneyGram jest spółką publiczną notowaną na giełdzie pod symbolem MGI. Firma współpracuje z instytucjami finansowymi i siecią agentów, oferując klientom dwie kategorie produktów – międzynarodowe przekazy pieniężne i papiery finansowe.
MoneyGram jest drugim co do wielkości dostawcą usług w zakresie obsługi przekazów pieniężnych na świecie i posiada 347 000 punktów agencyjnych w ponad 200 krajach.

## Historia
MoneyGram International powstała na skutek fuzji dwóch spółek – Travelers Express z siedzibą w Minneapolis oraz Integrated Payment Systems Inc. z siedzibą w Denver. MoneyGram rozpoczęła swe istnienie jako spółka zależna od Integrated Payment Systems, która następnie – po uzyskaniu niezależności – w 1998 r. została nabyta przez firmę Travelers. W 2004 r. Travelers Express przekształciła się w MoneyGram International.

### Travelers Express (lata od 1940 do 1997)
Firma Travelers Express Co. Inc. z siedzibą w Minneapolis została założona w 1940 r. jako spółka zależna od Viad Corporation. Travelers Express stała się największym dostawcą usług w zakresie obsługi poleceń wpłaty w Ameryce jeszcze przed reorganizacją firmy w 1993 r. Pod koniec lat 90. firma MoneyGram Payment Systems obsługiwała klientów w 22 000 placówkach położonych w 100 krajach.

### MoneyGram Payment Systems (lata od 1988 do 1997)
MoneyGram powstała w 1988 r. jako spółka zależna od Integrated Payment Systems Inc. Integrated Payment Systems była podmiotem zależnym od firmy First Data Corporation, która z kolei była spółką zależną od American Express. W 1992 r. First Data wyodrębniła się z American Express i weszła do obrotu na Nowojorskiej Giełdzie Papierów Wartościowych. First Data Corporation połączyła się następnie z First Financial, czyli właścicielem Western Union. Federalna Komisja Handlu zezwoliła na fuzję pod warunkiem, że First Data sprzeda Integrated Payment Systems.
W 1996 r. Integrated Payment Systems, będąca drugą co do wielkości amerykańską firmą obsługującą pozabankowe przekazy pieniężne, pojawiła się w obrocie publicznym jako niezależna firma i zmieniła nazwę na MoneyGram Payment Systems Inc. W 1997 r. dyrektorem generalnym firmy został James F. Calvano, były prezes Western Union.
W 1997 r, a więc rok po wejściu MoneyGram Payment Systems Inc. na giełdę, firma utworzyła MoneyGram International Ltd.
W tym okresie 51% udziałów spółki należało do MoneyGram Payment Systems, a pozostałe 49% do Thomas Cook Group.

### MoneyGram International (od 1998 do chwili obecnej)
W kwietniu 1998 r. firma Viad nabyła MoneyGram Payment Systems Inc. za 287 milionów USD, a następnie włączyła ją do spółki Travelers Express z siedzibą w Minneapolis.
W 2003 r. Travelers Express pozyskała całą sieć MoneyGram, łącznie z MoneyGram International. W tym samym roku Travelers Express uzyskała niezależność od Viad. W styczniu 2004 r. Travelers Express zmieniła nazwę na MoneyGram International Inc.
W czerwcu tego samego roku Viad sprzedała MoneyGram, która następnie weszła na giełdę.
MoneyGram International rozwijała działalność na całym świecie i w 2006 r. posiadała już 96 000 punktów agencyjnych m.in. w Azji, rejonach Pacyfiku, Europie Wschodniej czy Ameryce Środkowej. Firma wprowadziła również dodatkowe usługi – płatności rachunków i przekazy pieniężne online.
W czasie kryzysu finansowego, w okresie od 2007 do 2009 r., cena akcji MoneyGram spadła o 96%. W 2008 r. firma straciła ponad 1,6 miliarda USD na inwestycjach w papiery zabezpieczone na ryzykownych hipotekach, co doprowadziło do sprzedaży większości udziałów spółkom Thomas H. Lee Partners i Goldman Sachs w zamian za potrzebne fundusze. W czasie spadków U.S. Bancorp przeniosła swoje usługi w zakresie obsługi przekazów pieniężnych do Western Union. W 2009 r. firma zaczęła ponownie przynosić zyski.
Funkcję dyrektora wykonawczego MoneyGram w tym ostatnim okresie sprawowała Pamela Patsley (od stycznia 2009 r.), która we wrześniu tego samego roku została prezesem zarządu. W listopadzie 2010 r. siedzibę główną firmy oficjalnie przeniesiono do Dallas w stanie Teksas. W Minneapolis w stanie Minnesota w dalszym ciągu funkcjonuje centrum IT oraz globalne centrum operacyjne. Na przełomie 2014 i 2015 roku firma otworzyła kolejne globalne centrum operacyjne w Warszawie.

## Produkty

### Międzynarodowe przekazy pieniężne
- Przekazy pieniężne MoneyGram
- Płatności rachunków MoneyGram – usługa umożliwiająca dokonanie pilnych płatności oraz opłatę stałych rachunków.

### Papiery finansowe
- Polecenia wpłaty – MoneyGram jest drugim co do wielkości dostawcą usług w zakresie obsługi poleceń wpłaty[5][6][19].
- Oficjalne czeki – instytucjom finansowym w U.S.A. MoneyGram oferuje usługi związane z obsługą oficjalnych czeków. Są to instrumenty, którymi instytucje finansowe regulują swoje zobowiązania i których używają konsumenci, gdy odbiorca wymaga czeku wystawionego na bank.

## Filantropia
W 2013 r. firma założyła fundację MoneyGram Foundation, która wspiera edukację na całym świecie. W pierwszym roku istnienia fundacja działała w 19 krajach. MoneyGram Foundation pozyskuje większość środków z MoneyGram International, kontynuując poprzedni program firmy o nazwie Global Giving.
Za pomocą Global Giving MoneyGram przekazała organizacji World Vision International darowiznę w wysokości 100 000 USD na edukację i materiały szkolne oraz kolejną darowiznę w wysokości 30 000 na program Girls Exploring Math and Science w Dallas.
MoneyGram przyłączyła się do programu wsparcia ofiar trzęsienia ziemi na Haiti w 2010 r., obniżając opłaty za transakcje z Haiti do 1 USD oraz przekazując fundacji Pan American Development Foundation i Amerykańskiemu Czerwonemu Krzyżowi darowiznę w wysokości 10 000 USD. W 2012 r. włączyła się do programu wsparcia ofiar huraganu Sandy deklarując przekazanie 1 USD od każdej transakcji do łącznej kwoty 200 000 USD na rzecz Amerykańskiego Czerwonego Krzyża. Fundacja uczestniczyła ponadto w programach wsparcia ofiar Tajfunu Haiyan na Filipinach oraz w inicjatywach One Laptop per Child i Habitat for Humanity.